# Карлос Тапия
Карлос Тапия (на испански: Carlos Tapia) е аржентински футболист, полузащитник.

## Кариера
Тапия започва да играе професионален футбол за Ривър Плейт през 1981 г., когато тогавашния треньор Алфредо Ди Стефано го взима в първия отбор, заменяйки футболната легенда Норберто Алонсо.
През 1985 г. той преминава в омразните съперници на отбора – Бока Хуниорс. Той е част от аржентинския отбор, спечелил Световното първенство през 1986 г., въпреки че играе само няколко минути по време на турнира. Той е един от двамата играчи на Бока, които печелят титлата, а другият е Хулио Олартикоечеа.
Тапия е единственият играч в историята на Бока Хуниорс, който има четири различни престоя с клуба, в последния си, печели шампионата през 1992 г. Той играе общо 217 мача за Бока във всички състезания, отбелязвайки 46 гола.

## Отличия

### Отборни
Ривър Плейт
- Примера дивисион: 1980 (М)

Бока Хуниорс
- Примера дивисион: 1992 (А)

### Международни
Аржентина
- Световно първенство по футбол: 1986